# IceOwl
IceOwl byla odnož kalendáře Mozilla Sunbird. Jednalo se o projekt GNU, který se snažil o vytvoření svobodné verze Mozilla Sunbirdu. IceOwl oproti „klasickému“ Sunbirdu neobsahoval nástroj na hlášení informací o pádu (Talkback) a logo Sunbirdu, které je ochrannou známkou Mozilla Foundation. IceOwl byl součástí linuxové distribuce Debian od verze 4.0. IceOwl byl stejně jako Sunbird založen na multiplatforním uživatelském rozhraní XUL.

## Rozdíly oproti Sunbirdu
IceOwl byl téměř totožný se Sunbirdem. Lišil se však v následujících věcech:
- Neobsahoval logo Sunbirdu a související grafiku, které jsou ochranné známky.
- Neobsahoval nástroj Talkback na hlášení informací o pádu aplikace, protože tato aplikace má nesvobodnou licenci.
- Využíval službu na vyhledávání zásuvných modulů, která vyhledávala pouze v těch svobodných.

V závislosti na verzi pak mohl IceOwl obsahovat i některé další modifikace zdrojového kódu.